# Grenoble & moi
Grenoble&moi est un hebdomadaire gratuit qui paraissant chaque jeudi sur Grenoble d'avril 2006 à décembre 2009. Distribué à 40 000 exemplaires et présent dans de nombreux lieux publics, il est un des seuls journaux couvrant l'actualité grenobloise ( économie, politique et culture), mais sans négliger l'actualité nationale et internationale, les décryptages société, le sport, les tendances et nouvelles technologies.
Les locaux de la rédaction étaient situés 33 avenue Félix Viallet à Grenoble.
L'hebdomadaire a cessé son activité papier en décembre 2009, et son activité sur Internet au cours de l'été 2010.
- directeurs de publication : Jérome Soleymieux, Céline Mahé

- rédacteur en chef : Mélanie Martinez et Damien Durand
- journalistes : Benoit Pavan, Marine Combe, Jade Petit

- responsable diffusion / partenariat : Marie Poitevin
- chef de publicité : Patrick Bertrand
- graphiste & illustrations : Jean-Baptiste Lecocq